# Kuppahalli, Pandavapura
Kuppahalli là một làng thuộc tehsil Pandavapura, huyện Mandya, bang Karnataka, Ấn Độ.